# Sitamon
Sitamon foi uma princesa da XVIII dinastia egípcia, filha mais velha do rei Amenófis III e da sua esposa principal, a rainha Tié e neta do casal Iuia e Tuia.
Casou com o seu pai, por volta do trigésimo primeiro ano do reinado deste, tendo sido por isso elevada à posição de  "grande esposa do rei" (em egípcio, hemet-hesu ueret). O casamento esteve relacionado com a celebração da festa Sed, que ocorria no trigésimo aniversário de reinado de um monarca, através da qual se acreditava renegar o poder real. Este casamento incestuoso pode chocar a mentalidade contemporânea, porém no Egito encontrava-se teologicamente justificado, já que vários deuses que eram irmãos eram também casados entre si (sendo o exemplo mais representativo, o de Ísis e Osíris). Para além disso, procurava-se através destes casamentos evitar a multiplicação de pretendentes ao trono, que surgiriam caso as princesas reais casassem com homens exteriores à família. Sabe-se que teve vários filhos do pai, mas a identificação destes é difícil. Tem sido sugerido que Sitamon pode ter sido mãe de Semenkhkare e Tutancâmon. É famosa a cadeira encontrada no túmulo dos seus avós, hoje em dia no Museu Egípcio do Cairo, em cujo espaldar estão representadas duas imagens de Sitamon, com o sistro e o colar menat, a receber colares de ouro. Sitamon foi também representada no terceiro pilone do templo de Karnak e nos Colossos de Memnon.